# Данієль Мезотіч
Данієль Мезотіч (нім. Daniel Mesotitsch, 22 травня 1976) — австрійський біатлоніст, призер олімпійських ігор.
Срібну олімпійську медаль Мезотіч виборов разом із товаришами зі збірної Австрії на Олімпіаді у Ванкувері, бронзову, теж в естафеті, на Олімпіаді 2014 року в Сочі. На його рахунку також дві медалі чемпіонатів світу, срібна та бронзова, теж здобуті в складі естафетної команди.
Сезон Кубка світу 2009/2010 Мезотіч завершив на 12 місці в загальному заліку. В Кубку світу він має станом на травень 2010 2 перемоги: одну в естафеті, іншу в гонці переслідування, і ще два подіуми.